# Foramen ciego
El foramen ciego o agujero ciego es una estructura anatómica craneana que está situada en la cara interna del hueso frontal, posteriormente se encuentra la escotadura etmoidal, anteriormente la cresta frontal. Es un orificio por el que pasa la vena de Sperino o vena ciega, una vena emisaria que va a comunicar el seno sagital superior con el plexo venoso que recoge sangre de la órbita y el díploe. Sirve además como punto de inserción para la hoz del cerebro o duramadre.
Está localizado superior a la escotadura etmoidal, conduce a un conducto muy corto que acaba en un fondo de saco.

## Imágenes adicionales

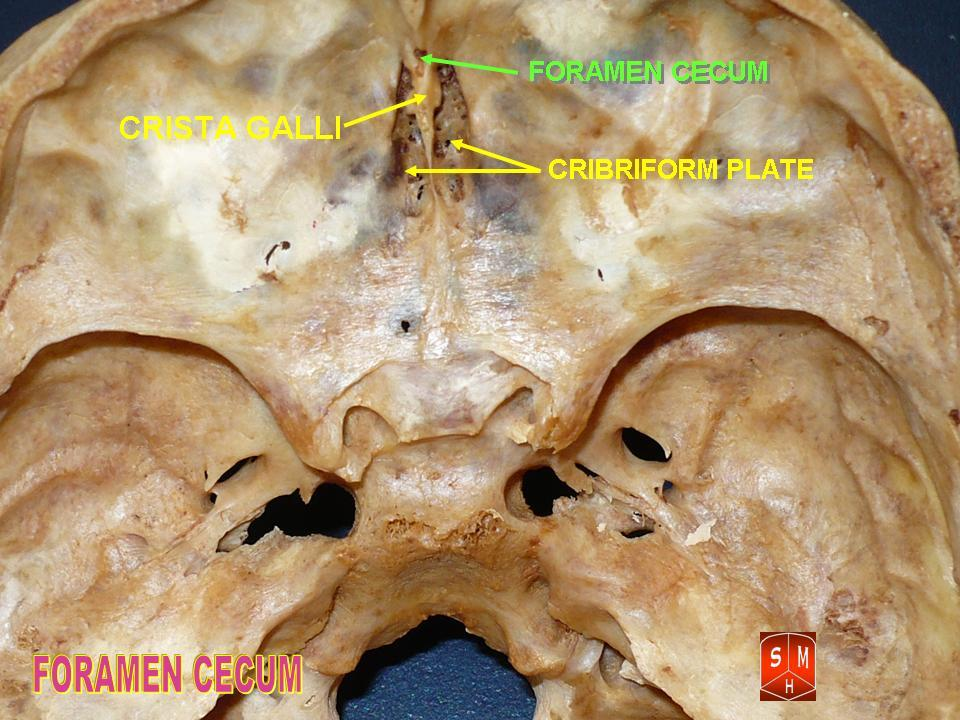
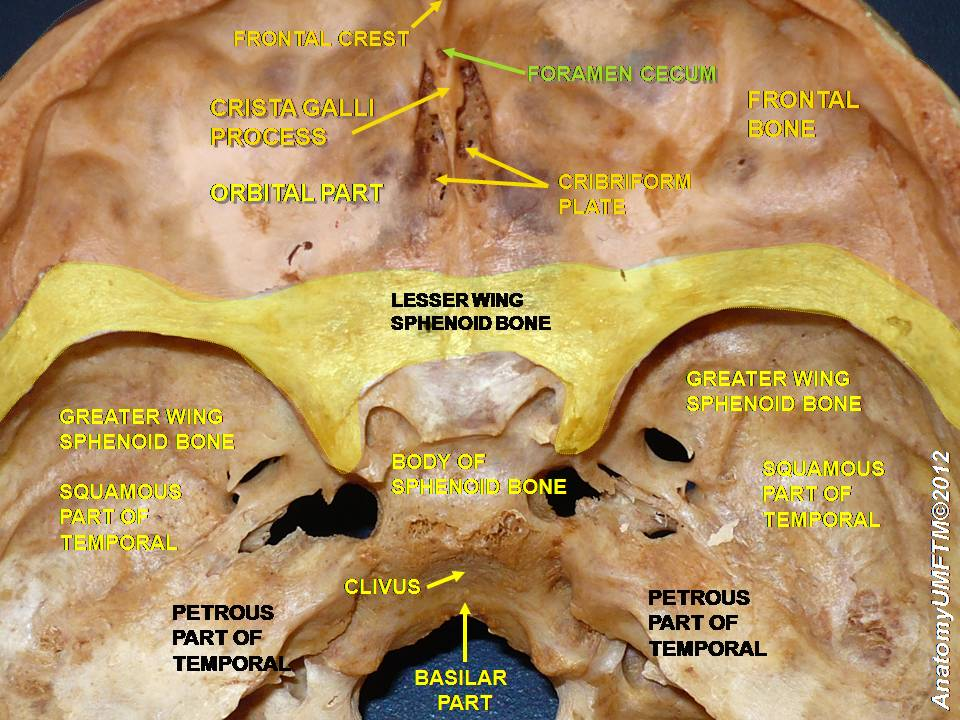